# Cúp Algarve 2016
Cúp Algarve 2016 (tiếng Anh: Algarve Cup 2016), giải bóng đá giao hữu thường niên diễn ra tại Algarve, Bồ Đào Nha từ 2 đến 9 tháng 3 năm 2016. Canada là đội tuyển vô địch của giải.
- Giờ thi đấu là WET (UTC±0).

## Vòng bảng

### Bảng A
| Đội      | Tr | T | H | B | BT | BB | HS | Đ |
| -------- | -- | - | - | - | -- | -- | -- | - |
| Canada   | 3  | 2 | 0 | 1 | 2  | 1  | +1 | 6 |
| Iceland  | 3  | 2 | 0 | 1 | 6  | 3  | +3 | 6 |
| Bỉ       | 3  | 1 | 0 | 2 | 3  | 4  | −1 | 3 |
| Đan Mạch | 3  | 1 | 0 | 2 | 3  | 6  | −3 | 3 |

| Iceland                              | 2–1      | Bỉ         |
| ------------------------------------ | -------- | ---------- |
| Jónsdóttir 5' · Brynjarsdóttir 90+2' | Chi tiết | Cayman 42' |

| Canada | 0–1      | Đan Mạch  |
| ------ | -------- | --------- |
|        | Chi tiết | Nadim 55' |

| Canada     | 1–0      | Bỉ |
| ---------- | -------- | -- |
| Clarke 87' | Chi tiết |    |

| Đan Mạch  | 1–4      | Iceland                                                      |
| --------- | -------- | ------------------------------------------------------------ |
| Nadim 53' | Chi tiết | Þorvaldsdóttir 11' · Ómarsdóttir 12' · Magnúsdóttir 56', 90' |

Ghi chú: Biên bản trận đấu của Hiệp hội bóng đá Iceland ghi Elín Metta Jensen (10'), Đan Mạch phản lưới nhà (12'), Sandra Jessen (59') và Hólmfríður Magnúsdóttir (90') là cầu thủ ghi bàn.
| Đan Mạch      | 1–2      | Bỉ                               |
| ------------- | -------- | -------------------------------- |
| Sandvej 90+3' | Chi tiết | Sørensen 43' (l.n.) · Cayman 86' |

| Canada     | 1–0      | Iceland |
| ---------- | -------- | ------- |
| Beckie 41' | Chi tiết |         |

### Bảng B
| Đội         | Tr | T | H | B | BT | BB | HS | Đ |
| ----------- | -- | - | - | - | -- | -- | -- | - |
| Brasil      | 3  | 3 | 0 | 0 | 7  | 1  | +6 | 9 |
| New Zealand | 3  | 1 | 1 | 1 | 1  | 1  | 0  | 4 |
| Nga         | 3  | 1 | 1 | 1 | 1  | 3  | −2 | 4 |
| Bồ Đào Nha  | 3  | 0 | 0 | 3 | 1  | 5  | −4 | 0 |

| Bồ Đào Nha | 0–1      | Nga           |
| ---------- | -------- | ------------- |
|            | Chi tiết | Makarenko 58' |

| Brasil      | 1–0      | New Zealand |
| ----------- | -------- | ----------- |
| Debinha 20' | Chi tiết |             |

| New Zealand | 0–0      | Nga |
| ----------- | -------- | --- |
|             | Chi tiết |     |

| Bồ Đào Nha   | 1–3      | Brasil                                 |
| ------------ | -------- | -------------------------------------- |
| T. Pinto 30' | Chi tiết | Cristiane 17' · Marta 22' · Raquel 74' |

| Brasil                                   | 3–0      | Nga |
| ---------------------------------------- | -------- | --- |
| Formiga 51' · Bia 66' · Thaís Guedes 89' | Chi tiết |     |

| Bồ Đào Nha | 0–1      | New Zealand |
| ---------- | -------- | ----------- |
|            | Chi tiết | Hearn 78'   |

Ghi chú: New Zealand Football cho biết Annalie Longo (69') là cầu thủ ghi bàn.

## Vòng phân hạng

### Tranh hạng bảy
| Đan Mạch                            | 3–1      | Bồ Đào Nha    |
| ----------------------------------- | -------- | ------------- |
| Troelsgaard 4', 11' · Rasmussen 81' | Chi tiết | Di. Silva 73' |

### Tranh hạng năm
| Bỉ                                                                      | 5–0      | Nga |
| ----------------------------------------------------------------------- | -------- | --- |
| Wullaert 18' · Cayman 42', 73' · Schryvers 51' · Coutereels 61' (ph.đ.) | Chi tiết |     |

### Tranh hạng ba
| Iceland                                                                                  | 1–1      | New Zealand                                           |
| ---------------------------------------------------------------------------------------- | -------- | ----------------------------------------------------- |
| A. Hauksdóttir 27'                                                                       | Chi tiết | Hearn 70'                                             |
| Loạt sút luân lưu                                                                        |          |                                                       |
| Viggósdóttir · Viðarsdóttir · Brynjarsdóttir · Jessen · Þorsteinsdóttir · Friðriksdóttir | 6–5      | Percival · Anna Green · Stott · Hassett · White · ??? |

Ghi chú: Biên bản trận đấu chính thức chỉ ghi tên cầu thủ thực hiện luân lưu thành công và không theo thứ tự. New Zealand Football cho biết quả phạt đền hỏng của New Zealand đến từ loạt sút thứ sáu của cầu thủ Anna Green (mâu thuẫn với biên bản chính thức), nhưng không chỉ rõ cầu thủ thực hiện thành công.

### Chung kết
| Canada                    | 2–1      | Brasil             |
| ------------------------- | -------- | ------------------ |
| Zadorsky 60' · Beckie 67' | Chi tiết | Andressa Alves 90' |

Ghi chú: Liên đoàn bóng đá Brasil cho biết Cristiane là cầu thủ Brasil ghi bàn.